# Нілвуд (Іллінойс)
Нілвуд (англ. Nilwood) — місто (англ. town) в США, в окрузі Макупін штату Іллінойс. Населення — 201 особа (2020).

## Географія
Нілвуд розташований за координатами 39°23′58″ пн. ш. 89°48′28″ зх. д. / 39.39944° пн. ш. 89.80778° зх. д. (39.399506, -89.807736).  За даними Бюро перепису населення США в 2010 році місто мало площу 1,21 км², уся площа — суходіл.

## Демографія
Згідно з переписом 2010 року, у місті мешкало 239 осіб у 93 домогосподарствах у складі 68 родин. Густота населення становила 198 осіб/км².  Було 104 помешкання (86/км²).
Расовий склад населення:
| - 97,1 % — білих - 0,8 % — чорних або афроамериканців - 0,4 % — вихідців з тихоокеанських островів |

До двох чи більше рас належало 1,7 %. Частка іспаномовних становила 1,3 % від усіх жителів.
За віковим діапазоном населення розподілялося таким чином: 23,0 % — особи молодші 18 років, 59,8 % — особи у віці 18—64 років, 17,2 % — особи у віці 65 років та старші. Медіана віку мешканця становила 40,2 року. На 100 осіб жіночої статі у місті припадало 99,2 чоловіків;  на 100 жінок у віці від 18 років та старших — 95,7 чоловіків також старших 18 років.
Середній дохід на одне домашнє господарство  становив 50 606 доларів США (медіана — 45 625), а середній дохід на одну сім'ю — 54 439 доларів (медіана — 54 375). Медіана доходів становила 50 625 доларів для чоловіків та 28 125 доларів для жінок. За межею бідності перебувало 19,8 % осіб, у тому числі 19,4 % дітей у віці до 18 років та 2,4 % осіб у віці 65 років та старших.
Цивільне працевлаштоване населення становило 94 особи. Основні галузі зайнятості: освіта, охорона здоров'я та соціальна допомога — 23,4 %, виробництво — 14,9 %, транспорт — 12,8 %, сільське господарство, лісництво, риболовля — 11,7 %.